# 韩国—哥斯达黎加关系
韩国－哥斯达黎加关系（韓語：대한민국-코스타리카 관계）是指大韩民国和哥斯达黎加的外交关系。两国关系友好，并互设大使馆。

## 历史
大韩民国于1962年8月9日与哥斯达黎加建立外交关系，1974年，韩国在圣何塞开设常驻大使馆，1982年，哥斯达黎加也在汉城（今首尔）开设大使馆，并兼辖马来西亚。冷战初期的哥斯达黎加奉行反共主义，未与北韩在内的社会主义国家建交。但此后由于北韩于1969年起放棄「北南不兩立」的外交政策，以及何塞·菲格雷斯·费雷尔实行的多元外交政策，北韩亦于1974年2月10日与哥斯达黎加建交，但1983年后，因为北韩在缅甸首都仰光制造恐怖袭击事件，哥斯达黎加支持韩国，并于不久后与北韩断交。此后，哥斯達黎加在朝鮮半島和平问题方面一直支持韩国。2001年，哥斯达黎加总统米格尔·安赫尔·罗德里格斯首次访问了韩国。此后在2005年，韩国总统卢武铉也对哥斯达黎加进行了首次访问。

## 经贸关系
進入21世紀，哥斯达黎加日益重視開展同包括韩国在内的亞太國家的經貿合作。2020年，哥、韩双边贸易额达到2.67亿美元，其中韩国从哥进口1.56亿美元，向哥斯达黎加出口1.11亿美元。韩国也是哥斯达黎加的第五大援助来源国，2017年，韩国对哥斯达黎加的援助金额达到1.84亿美元。除此之外，两国亦拥有着频繁的文化交流。

## 旅行与簽證

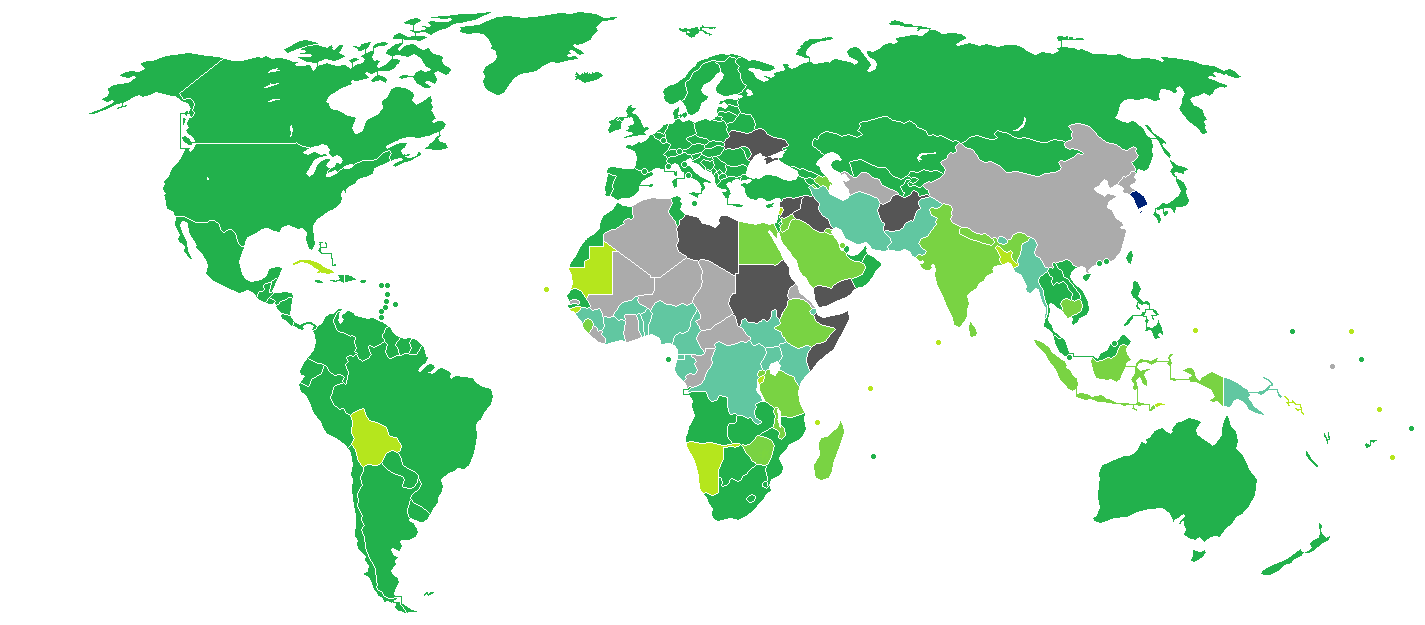
持韩国护照的韩国公民簽證要求分布圖：入境哥斯大黎加可以免簽證。

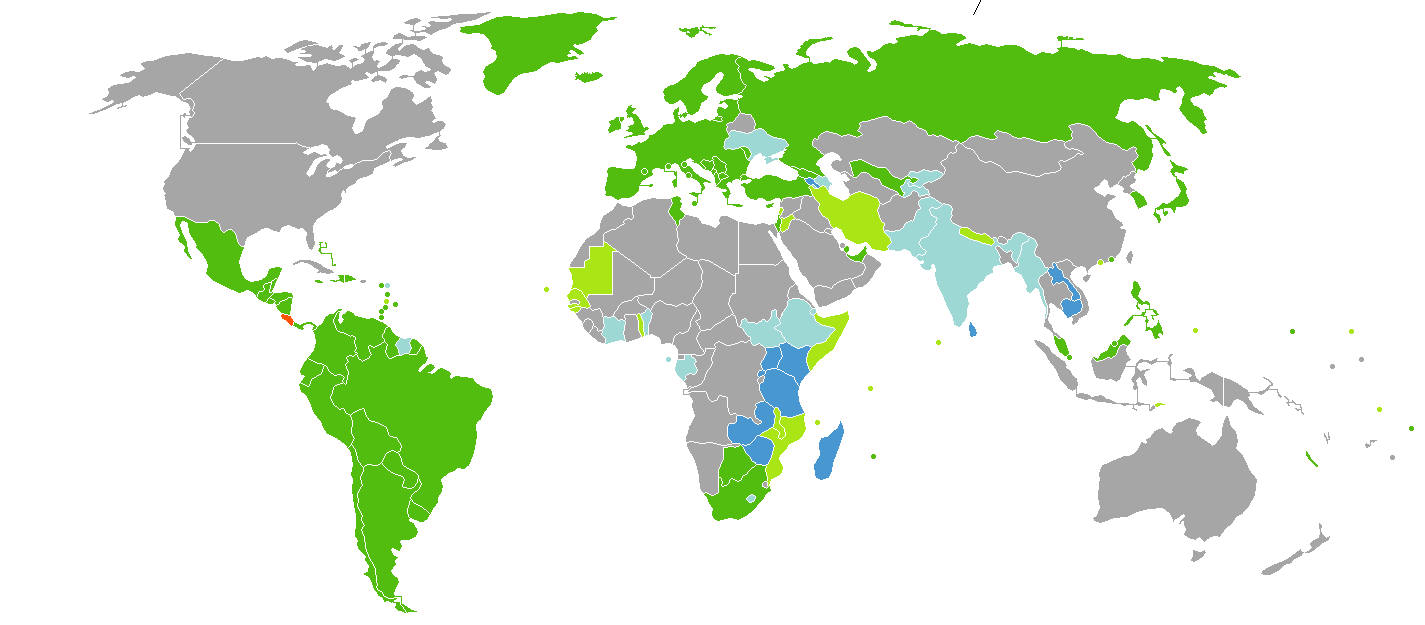
持哥斯大黎加護照的哥斯大黎加人口簽證要求分布圖：入境韩国可以免簽證。

持韩国护照的韩国公民可以免簽證的方式入境哥斯大黎加，停留最多90天且不可延長。
持有哥斯大黎加護照的哥斯大黎加公民也可以免签证入境韩国，停留不超过90天。